# Les Noces
Les Noces (russisch Свадебка, Swadebka; deutsch auch Die Bauernhochzeit) ist eine Tanzkantate oder ein Ballett mit Gesang von Igor Strawinsky, das er zwischen 1914 und 1917 komponiert hat.
Die Instrumentierung des Werkes wurde erst im Jahr 1923 abgeschlossen. Das Libretto schrieb Strawinsky selbst. Er verwendete dazu russische Hochzeits-Gedichte, die er vor allem aus einer Sammlung von Iwan Wassiljewitsch Kirejewski (1806–1856) wählte.
Das Ballett wurde am 13. Juni 1923 im Théâtre de la Gaîté-Lyrique in Paris von den Ballets Russes in der Choreografie von Bronislawa Nijinska uraufgeführt, Dirigent war Ernest Ansermet.
Das Werk besteht aus vier Tableaus, die ohne Unterbrechung gespielt werden. Die Darbietung dauert etwa 25 Minuten.

## Gliederung
1. La tresse
2. Chez le marié
3. Le départ de la mariée
4. Le repas de noces

## Inszenierungen
Im Jahre 2010 inszenierte der italienische Choreograf Gaetano Posterino das Werk mit der Ballettkompanie des Theater Augsburg im Rahmen eines Ballettabends Strawinsky Trilogie zusammen mit Pulcinella und Die Geschichte des Soldaten. Premiere war am 6. Oktober 2010.
2024 setzte Jean-Christophe Maillot das Werk mit der Ballettcompagnie des Staatstheater Nürnberg in Szene.